# Federico Cattani Amadori
Frederico Cattani Amadori (17 de abril de 1856 - 11 de abril de 1943) foi um cardeal italiano da Igreja Católica Romana. Ele serviu como Secretário da Assinatura Apostólica de 1924 a 1935, e foi elevado ao cardinalato em 1935.

## Biografia
Cattani Amadori nasceu em Marradi e estudou no seminário em Modigliana antes de ser ordenado ao sacerdócio em 5 de outubro de 1879. Ele então lecionou no seminário de Modigliana e fez trabalho pastoral naquela diocese até 1888, quando foi nomeado seu vigário geral . De 1906 a 1909, Cattani Amadori aprofundou seus estudos em Roma , na Pontifícia Universidade de Santo Tomás de Aquino (Angelicum) e no Pontifício Romano Ateneu S. Apolinário .
Elevado ao posto de Prelado Nacional de Sua Santidade em 14 de junho de 1904, foi nomeado Visitante Apostólico de Marsica em 1909, e auditor do papa em 9 de fevereiro do mesmo ano. Cattani tornou - se secretário da comissão cardinalícia , decidindo questões de competência entre as congregações romanas em 1921.
Em 14 de fevereiro de 1924, Cattani foi nomeado Secretário da Assinatura Apostólica pelo Papa Pio XI . Posteriormente foi nomeado protonotário apostólico em 1926. O papa Pio criou-o cardeal-diácono de Santa Maria em Aquiro no consistório de 16 de dezembro de 1935. Cattani Amadori foi um dos cardeais eleitores que participaram do conclave papal de 1939 , que selecionou o Papa Pio. XII .
O cardeal Cattani Amadori morreu de doença cardíaca em Roma, aos 86 anos de idade. Ele está enterrado na igreja paroquial de sua terra natal, Maradi.